# Synergie (émission de radio)
Pour les articles homonymes, voir Synergie (homonymie).
Synergie est une ancienne émission radiophonique de la radio publique généraliste française France Inter, présentée par Jean-Luc Hees et diffusée quotidiennement de 1990 à 1999, de 18 à 19 heures, du lundi au vendredi. Jean-Luc Hees, après un éditorial quotidien, y reçoit des artistes, écrivains, ou intellectuels qui font l'actualité culturelle du moment, dans un registre soutenu et assez exigeant. Lors de la nomination de Jean-Luc Hees au poste de directeur de France Inter en 1999, l'émission est arrêtée et remplacée par La partie continue, présentée par Albert Algoud.
Le générique musical de début et de fin de l'émission est Hey Nineteen du groupe Steely Dan, sortie sur l'album Gaucho en 1980.